# Гадиловичский сельсовет
Гадиловичский сельсовет — административная единица на территории Рогачёвского района Гомельской области Республики Беларусь. Административный центр — деревня Гадиловичи.

## Состав
Гадиловичский сельсовет включает 15 населённых пунктов:
- Брод — посёлок.
- Гадиловичи — деревня.
- Грабов — посёлок.
- Долбцы — посёлок.
- Дубрава — посёлок.
- Казацкий — посёлок.
- Камень — посёлок.
- Княжинка — деревня.
- Красница — деревня.
- Кустовица — деревня.
- Мостки — посёлок.
- Олейников — посёлок.
- Пахарь — посёлок.
- Турск — деревня.
- Турсковый — посёлок.